# Червинка (село)
Червинка (укр. Червінка) — село в Новоархангельской поселковой общине Голованевского района Кировоградской области Украины.
До 2020 года входило в Новоархангельский район.
Население по переписи 2001 года составляло 121 человек. Почтовый индекс — 26141. Телефонный код — 5255. Код КОАТУУ — 3523682704.